# Arvicola sapidus
Arvicola sapidus је врста глодара из породице хрчкова (Cricetidae).

## Распрострањење
Ареал врсте је ограничен на мањи број држава. Врста има станиште у Шпанији, Португалу, и Француској.

## Станиште
Станишта врсте су мочварна и плавна подручја, језера и језерски екосистеми, речни екосистеми и слатководна подручја.

## Угроженост
Ова врста се сматра рањивом у погледу угрожености врсте од изумирања.